# Glypta ornata
Glypta ornata är en stekelart som beskrevs av Kuslitzky 1978. Glypta ornata ingår i släktet Glypta och familjen brokparasitsteklar. Inga underarter finns listade i Catalogue of Life.